# 傑佛遜 (北卡羅萊納州)
傑佛遜（英語：Jefferson）是一個位於美國北卡羅萊納州阿什縣的城鎮，同時亦為隔什縣的縣治。

## 人口
根據2020年美國人口普查的數據，傑佛遜的面積為5.48平方千米，當中陸地面積為5.47平方千米，而水域面積為0.01平方千米。當地共有人口1622人，而人口密度為每平方千米296人。